# Tolpia buthani
Tolpia buthani là một loài bướm đêm thuộc họ Erebidae. Nó được tìm thấy ở Bhutan.
Sải cánh dài khoảng 13 mm. Cánh dưới màu nâu đen và phía dưới màu nâu đồng nhất.